# Straßenradsport-Weltmeisterschaften 1995
Die Straßenradsport-Weltmeisterschaften 1995 fanden vom 4. bis 8. Oktober in der kolumbianischen Stadt Duitama statt. Es wurden insgesamt fünf Entscheidungen in den Disziplinen Einzelzeitfahren und Straßenrennen  sowie in den Kategorien Frauen, Männer und Männer Amateure ausgefahren.

## Männer

### Berufsfahrer

#### Straßenrennen (265,5 km)
| Platz | Athlet          | Land | Zeit (h)     |
| ----- | --------------- | ---- | ------------ |
| 1     | Abraham Olano   | ESP  | 7:09:55      |
| 2     | Miguel Indurain | ESP  | 7:10:30      |
| 3     | Marco Pantani   | ITA  | gleiche Zeit |

Olano entkam in der Schlussrunde auf einem flachen Abschnitt aus der Spitzengruppe, da Favorit Induráin seinem Landsmann nicht nachsetzte. Im letzten Anstieg löste sich Pantani, und nur Induráin konnte folgen. Olano blieb trotz eines Plattens ungefährdet, und Induráin bezwang Pantani im Sprint um den zweiten Platz.

#### Einzelzeitfahren (43 km)
| Platz | Athlet          | Land | Zeit (min) |
| ----- | --------------- | ---- | ---------- |
| 1     | Miguel Indurain | ESP  | 55:30,4    |
| 2     | Abraham Olano   | ESP  | 56:19,1    |
| 3     | Uwe Peschel     | GER  | 57:33,9    |

### Amateure

#### Straßenrennen (177 km)
| Platz | Athlet           | Land | Zeit (h) |
| ----- | ---------------- | ---- | -------- |
| 1     | Danny Nelissen   | NED  | 4:52:39  |
| 2     | Daniele Sgnaolin | ITA  | 4:52:52  |
| 3     | Pedro Rodríguez  | ECU  | 4:53:25  |

## Frauen

### Straßenrennen (88,5 km)
| Platz | Athletin          | Land | Zeit (h) |
| ----- | ----------------- | ---- | -------- |
| 1     | Jeannie Longo     | FRA  | 2:37:45  |
| 2     | Catherine Marsal  | FRA  | 2:38:23  |
| 3     | Edita Pučinskaitė | LTU  | 2:39:41  |

### Einzelzeitfahren (26,1 km)
| Platz | Athletin      | Land | Zeit (min) |
| ----- | ------------- | ---- | ---------- |
| 1     | Jeannie Longo | FRA  | 44:27,3    |
| 2     | Clara Hughes  | CAN  | 45:38,7    |
| 3     | Kathryn Watt  | AUS  | 45:52,3    |

## Medaillenspiegel
| Medaillenspiegel |             |      |        |        |        |
| Platz            | Land        | Gold | Silber | Bronze | Gesamt |
| 1                | Spanien     | 2    | 2      | –      | 4      |
| 2                | Frankreich  | 2    | 1      | –      | 3      |
| 3                | Niederlande | 1    | –      | –      | 1      |
| 4                | Italien     | –    | 1      | 1      | 2      |
| 5                | Kanada      | –    | 1      | –      | 1      |
| 6                | Deutschland | –    | –      | 1      | 1      |
| 6                | Litauen     | –    | –      | 1      | 1      |
| 6                | Australien  | –    | –      | 1      | 1      |
| 6                | Ecuador     | –    | –      | 1      | 1      |